# باربرا إيرل توماس
باربرا إيرل توماس (بالإنجليزية: Barbara Earl Thomas)‏ هي مديرة متحف ‏ وكاتِبة ورسامة أمريكية، ولدت في 1948 في سياتل في الولايات المتحدة.